# ISS-Expeditie 38
ISS-Expeditie 38 was de achtendertigste missie naar het Internationaal ruimtestation ISS. De missie begon op 10 november 2013 met het vertrekken van het Sojoez TMA-09M-ruimtevaartuig vanaf het ISS met drie bemanningsleden van ISS-Expeditie 37 aan boord. 

## Bemanning
| Bevelhebber       | Oleg Kotov, RSA 3e ruimtevlucht          | Oleg Kotov, RSA 3e ruimtevlucht              |                                              |                                              |
| Flight Engineer 1 | Sergej Rjazanski, RSA 1e ruimtevlucht    | Sergej Rjazanski, RSA 1e ruimtevlucht        |                                              |                                              |
| Flight Engineer 2 | Michael S. Hopkins, NASA 1e ruimtevlucht | Michael S. Hopkins, NASA 1e ruimtevlucht     |                                              |                                              |
| Flight Engineer 3 |                                          | Koichi Wakata, JAXA 4e ruimtevlucht          | Koichi Wakata, JAXA 4e ruimtevlucht          | Koichi Wakata, JAXA 4e ruimtevlucht          |
| Flight Engineer 4 |                                          | Richard A. Mastracchio, NASA 4e ruimtevlucht | Richard A. Mastracchio, NASA 4e ruimtevlucht | Richard A. Mastracchio, NASA 4e ruimtevlucht |
| Flight Engineer 5 |                                          | Michail Tjoerin, RSA 3e ruimtevlucht         | Michail Tjoerin, RSA 3e ruimtevlucht         | Michail Tjoerin, RSA 3e ruimtevlucht         |